# 城南街道 (西乡县)
城南街道，是中华人民共和国陕西省汉中市西乡县下辖的一个街道办事处。
2015年，陕西省民政厅批复同意撤销西乡县城关镇，设立城北街道办事处和城南街道办事处。

## 行政区划
城南街道下辖以下地区：
桥房村、五丰村、和平村、葛石村、五渠村、中渡村、东渡村、水东村、板桥村、五星村、官兵村和泾洋村。